# Peter von Dresden
Peter von Dresden (Petrus Dresdensis; * um 1350; † 1421 oder 1426 in Prag oder Regensburg) kam 1409, als die Deutschen nach dem Kuttenberger Dekret die Universität Prag verließen, als Rektor der Kreuzschule nach Dresden. Es stellte sich jedoch heraus, dass er selbst ein Anhänger der Hussiten war, und so wurde er 1412 wieder vertrieben. Daraufhin zog er mit seinen Gesellen Nikolaus und Friedrich wieder nach Prag und gründete dort im Haus zur Schwarzen Rose eine Schule für deutschsprachige hussitische Prediger. 1421 oder 1426 wurde er in Regensburg verbrannt.

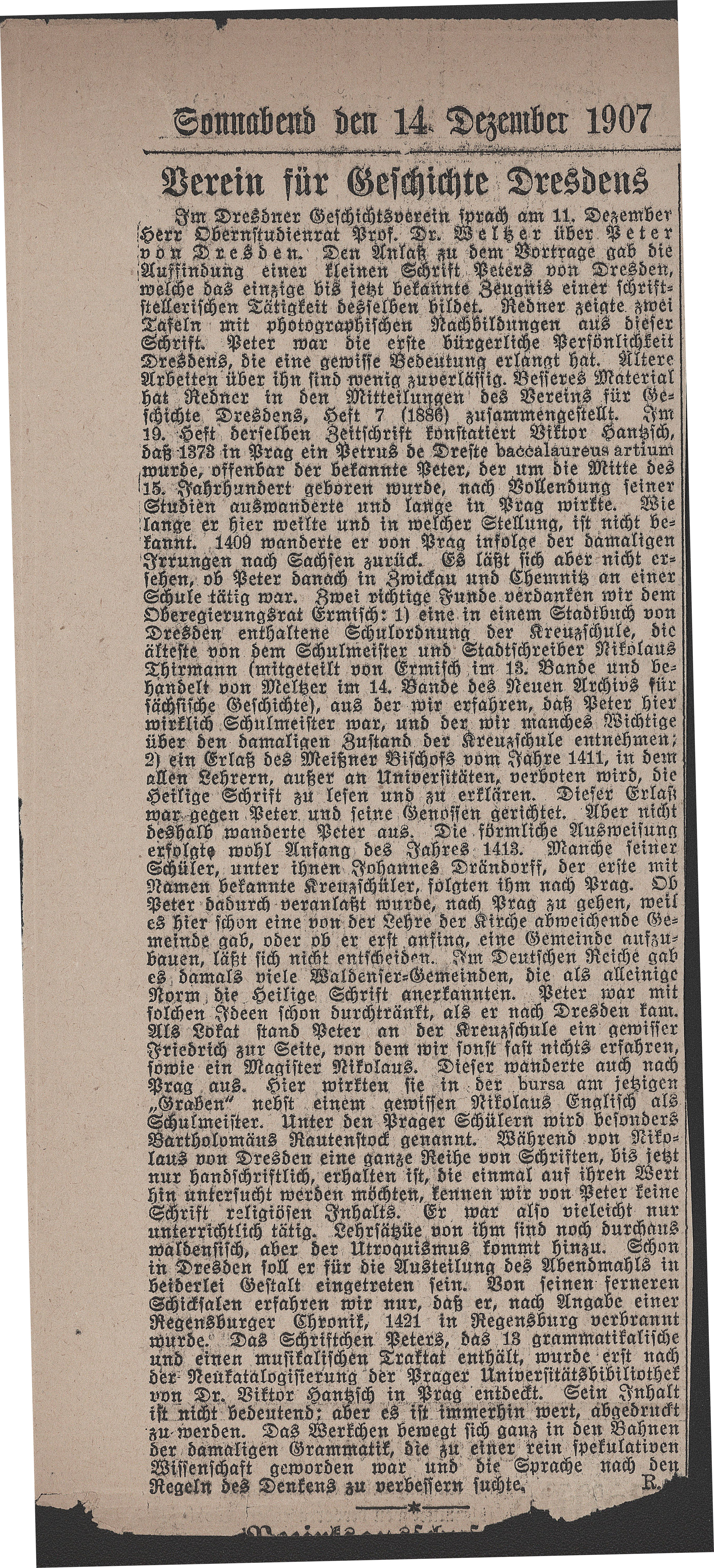
Zeitungsartikel, 14. Dezember 1907: Verein für Geschichte Dresdens, „Prof. Dr. Welzer über Peter von Dresden“

In einer Liedersammlung von Peter von Dresden ist das bekannte Weihnachtslied „In dulci jubilo“ zu finden, das ihm in der älteren Forschung oft zugeschrieben worden war.